# Guilherme I de Württemberg
Guilherme I (Frederico Guilherme Carlos; em alemão Friedrich Wilhelm Karl; Lubin, 27 de setembro de 1781 – Estugarda, 25 de junho de 1864) foi o Rei de Württemberg de 1816 até sua morte. Era o filho mais velho do rei Frederico I e sua primeira esposa Augusta de Brunsvique-Volfembutel.
O Reino de Württemberg estava sofrendo de péssimas colheitas e fome no Ano sem Verão logo quando Guilherme ascendeu ao trono. Ele imediatamente começou grandes reformas, resultando na aprovação da constituição em 25 de setembro de 1819. O reino se transformou de um país agricultural em um estado constitucional com um governo bem organizado e com uma identidade comum durante seus 48 anos de reinado.
Além do sucesso de suas políticas internas, Guilherme tinha ambições que se estendiam para a política germânica e europeia. Junto com as grandes potências da Prússia e Áustria, ele imaginava uma terceira grande potência germânica na forma da Baviera, Saxônia, Hanôver e Württemberg. Apesar do plano nunca ter sido alcançado, ele deu um único objetivo consistente e coerente para a política internacional do reino.

## Biografia
Nascido em Lüben, na Baixa Silésia, Guilherme era o filho de Frederico I de Württemberg e de sua esposa, a duquesa Augusta de Brunswick-Wolfenbüttel.
Em 8 de junho de 1808, em Munique, Guilherme desposou Carolina Carlota Augusta da Baviera , filha de Maximiliano I José (1756-1825). O casal divorciou-se em 1814.
Em 1816, em São Petersburgo, na Rússia, Guilherme casou-se com a grã-duquesa Catarina Pavlovna da Rússia, filha do czar Paulo I e da czarina Maria Feodorovna. Mais tarde naquele ano, sucedeu seu pai como rei de Württemberg. Com Catarina, teve duas filhas:
- Maria Frederica de Württemberg (30 de outubro de 1816 – 4 de janeiro de 1887), casada com o conde Alfredo de Neipperg; sem descendência.
- Sofia de Württemberg (17 de junho de 1818 – 3 de junho de 1877), casada com o rei Guilherme III dos Países Baixos; com descendência.

Em 1820, em Estugarda, casou-se com a princesa Paulina Teresa de Württemberg, filha de Luís de Württemberg e de sua esposa Henriqueta de Nassau-Weilburg. Com sua terceira esposa, teve três filhos:

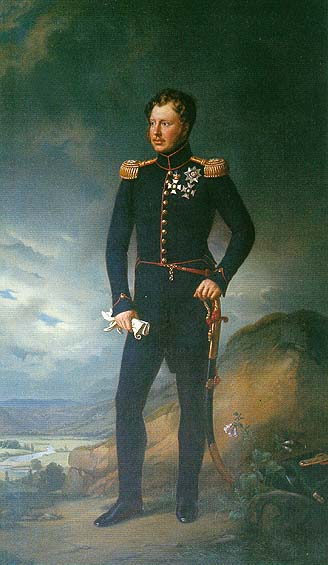
Rei Guilherme I de Wurtemberg
Por Joseph Karl Stieler, 1822

- Catarina Frederica de Württemberg (24 de agosto de 1821 – 6 de dezembro de 1898) casada com o príncipe Frederico de Württemberg; com descendência, incluindo o rei Guilherme II de Württemberg.
- Carlos I de Württemberg (6 de março de 1823 – 6 de outubro de 1891); casado com a grã-duquesa Olga Nikolaevna da Rússia; sem descendência.
- Augusta de Württemberg (4 de outubro de 1826 – 3 de dezembro de 1898), casada com o príncipe Hermano de Saxe-Weimar-Eisenach; com descendência.

## Reinado
Guilherme codificou a insígnia de Württemberg em 1816-17. Lidou moderadamente com a revolução de 1848 para sobreviver, mas acabou por concordar em reunir o parlamento que se juntou em Estugarda entre 6 e 18 Junho de 1848. O seu reinado viu o início da construção dos caminhos-de-ferro de Württemberg e alguma expansão industrial. Guilherme morreu no Schloss Rosenstein, em Estugarda, na Alemanha.

## Genealogia
| Guilherme I de Württemberg | Pai: Frederico I de Württemberg        | Avô paterno: Frederico Eugénio II, Duque de Württemberg          | Bisavô paterno: Carlos Alexandre de Württemberg             |
| Guilherme I de Württemberg | Pai: Frederico I de Württemberg        | Avô paterno: Frederico Eugénio II, Duque de Württemberg          | Bisavó paterna: Maria Augusta de Thurn e Taxis              |
| Guilherme I de Württemberg | Pai: Frederico I de Württemberg        | Avó paterna: Sofia Doroteia de Brandemburgo-Schwedt              | Bisavô paterno: Frederico Guilherme de Brandemburgo-Schwedt |
| Guilherme I de Württemberg | Pai: Frederico I de Württemberg        | Avó paterna: Sofia Doroteia de Brandemburgo-Schwedt              | Bisavó paterna: Sofia Doroteia da Prússia                   |
| Guilherme I de Württemberg | Mãe: Augusta de Brunswick-Wolfenbüttel | Avô materno: Carlos Guilherme Fernando de Brunswick-Wolfenbüttel | Bisavô materno: Carlos I de Brunswick-Wolfenbüttel          |
| Guilherme I de Württemberg | Mãe: Augusta de Brunswick-Wolfenbüttel | Avô materno: Carlos Guilherme Fernando de Brunswick-Wolfenbüttel | Bisavó materna: Filipina Carlota da Prússia                 |
| Guilherme I de Württemberg | Mãe: Augusta de Brunswick-Wolfenbüttel | Avó materna: Augusta Carlota de Gales                            | Bisavô materno: Frederico, Príncipe de Gales                |
| Guilherme I de Württemberg | Mãe: Augusta de Brunswick-Wolfenbüttel | Avó materna: Augusta Carlota de Gales                            | Bisavó materna: Augusta de Saxe-Gota                        |